# 焦散线

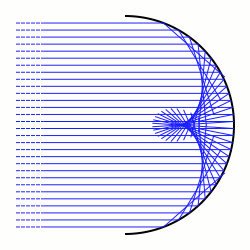
由圆和平行光线生成的反射焦散线。在一边，每个点都包含在3条射线中；另一边，每个点都包含在1条射线中。

微分几何中，焦散线（caustic）指由流形反射或折射的射线的包络线。这与几何光学中的焦散现象有关。射线的来源可以是点（辐射点，radiant）或来自无穷远处某点的平行射线，这时要指定射线的方向向量。
一般来说，应用于辛几何与奇点理论中的焦散线指拉格朗日映射{\displaystyle (\pi \circ i):\ L\hookrightarrow M\twoheadrightarrow B}的临界值集，其中{\displaystyle i:\ L\hookrightarrow M}是拉格朗日子流形L到辛流形M的拉格朗日浸入，{\displaystyle \pi :\ M\twoheadrightarrow B}是辛流形M的拉格朗日纤维化。焦散是拉格朗日纤维化基空间B的子集。

## 解释

射线经过非平面折射后，在许多光线交叉的地方会形成焦散线。

集中的光线（如阳光）会灼伤人。“焦散”（caustic）一词来自希腊语καυστός“烧焦”，途经拉丁语causticus“燃烧”。
光线照射在酒杯上时，就会出现焦散现象。玻璃杯会投射出阴影，也会产生弯曲的亮区。在理想情况下（包括平行光射入时）会产生肾形光斑。光线穿过波浪照射在水体上时，通常会形成波纹状的焦散线。
彩虹是人们熟悉的另一种焦散现象。雨滴对光的散射会使不同波长的光折射成半径不同的弧线，从而产生彩虹。

## 回光线
回光线（catacaustic）是反射的情形。
对于点光源，它是辐射点正交（orthotomic）的渐屈线。
平面平行光源情况：假设方向向量是{\displaystyle (a,b)}，镜面曲线参数化为{\displaystyle (u(t),v(t))}。某点的法向量为{\displaystyle (-v'(t),u'(t))}；方向向量的反射为（法向量需要特殊归一化处理）
{\displaystyle 2{\mbox{proj}}_{n}d-d={\frac {2n}{\sqrt {n\cdot n}}}{\frac {n\cdot d}{\sqrt {n\cdot n}}}-d=2n{\frac {n\cdot d}{n\cdot n}}-d={\frac {(av'^{2}-2bu'v'-au'^{2},bu'^{2}-2au'v'-bv'^{2})}{v'^{2}+u'^{2}}}}
将找到的反射向量的分量视作切线
{\displaystyle (x-u)(bu'^{2}-2au'v'-bv'^{2})=(y-v)(av'^{2}-2bu'v'-au'^{2}).}
使用最简单的包络线形式
{\displaystyle F(x,y,t)=(x-u)(bu'^{2}-2au'v'-bv'^{2})-(y-v)(av'^{2}-2bu'v'-au'^{2})}
{\displaystyle =x(bu'^{2}-2au'v'-bv'^{2})-y(av'^{2}-2bu'v'-au'^{2})+b(uv'^{2}-uu'^{2}-2vu'v')+a(-vu'^{2}+vv'^{2}+2uu'v')}
{\displaystyle F_{t}(x,y,t)=2x(bu'u''-a(u'v''+u''v')-bv'v'')-2y(av'v''-b(u''v'+u'v'')-au'u'')}
{\displaystyle +b(u'v'^{2}+2uv'v''-u'^{3}-2uu'u''-2u'v'^{2}-2u''vv'-2u'vv'')+a(-v'u'^{2}-2vu'u''+v'^{3}+2vv'v''+2v'u'^{2}+2v''uu'+2v'uu'')}
这可能不美观，但{\displaystyle F=F_{t}=0}给出了{\displaystyle (x,y)}中的线性系统，因此获得回光线的参数是很简单的，用克莱姆法则就可以。

### 例子
令方向向量为(0,1)，镜面为{\displaystyle (t,t^{2}).}
则
{\displaystyle u'=1}   {\displaystyle u''=0}   {\displaystyle v'=2t}   {\displaystyle v''=2}   {\displaystyle a=0}   {\displaystyle b=1}
{\displaystyle F(x,y,t)=(x-t)(1-4t^{2})+4t(y-t^{2})=x(1-4t^{2})+4ty-t}
{\displaystyle F_{t}(x,y,t)=-8tx+4y-1}
且{\displaystyle F=F_{t}=0}有解{\displaystyle (0,1/4)}；即光线平行于抛物镜面的轴线进入，会通过焦点反射。